# Partiet för rättvisa
Partiet för rättvisa är ett av de politiska partier i Nordmakedonien, som i parlamentsvalet den 1 juni 2008 ingick i den segrande valalliansen För ett bättre Makedonien.